# Mama Cash
Mama Cash est un fonds international pour les femmes créé aux Pays-Bas en 1983. En 2013, Mama Cash apporte un soutien financier de 4,3 millions d'euros à 118 organisations de défense des droits des femmes, des filles et des personnes trans et intersexes.

## Histoire
Mama Cash est fondée aux Pays-Bas en 1983,, par cinq féministes : Marjan Sax, Dorelies Kraakman, Patti Slegers, Tania Leon et Lida van den Broek. Marjan Sax fournit le capital initial de 1 250 000 dollars prêtés à Mama Cash pour une période initiale de dix ans, puis prolongée de cinq ans. Initialement mal à l'aise avec la richesse qu'elle a hérité, Sax estime qu'il est important de financer des actions militantes et que le financement et les idéaux soient conciliables. Sa philosophie inspire d'autres femmes fortunées et Mama Cash crée un groupe appelé De Erfdochters (femmes disposant d'une fortune héritée).

## Initiatives financées et activités
Les fondatrices de Mama Cash estiment que les femmes sont les mieux à même de réaliser le changement structurel voulu de leur propre situation et que de petits groupes de femmes autonomes sont essentiels à la réalisation de ce changement. Comme la plupart des groupes à l'époque ont besoin de petites subventions (généralement moins de 10 000 dollars), les grands organismes distribuant des subventions ne sont pas en mesure de les aider, ni de fournir l'expertise nécessaire pour soutenir ces organisations de terrain. Durant les premières années, Mama Cash distribue des fonds principalement consacré au démarrage d'initiatives soutenant l'autonomie des femmes, et notamment à des groupes soutenant les droits sexuels (en), l'avortement médicalisé et les droits des travailleuses du sexe. Par exemple Mama Cash finance Esto no tiene nombre (magazine) (en), un magazine latino-lesbien organisé et édité par un groupe de lesbiennes latino-américaines, dont Tatiana de la Tierra (en), qui a pour objectif de créer une plate-forme de discussion et de sensibilisation sur cette minorité de femmes sous-représentée.
Cette philosophie continue de façonner le développement de Mama Cash. Les principales initiatives de Mama Cash sont « Body » (sécurité et autonomie des femmes), « Money » (systèmes économiques équitables et justes), « Voice » (prise de décision par les femmes) et Women's Fund (réseau mondial d'entreprises distribuant des fonds aux femmes).
À l'occasion du trentième anniversaire de l'existence de Mama Cash en 2013, le magazine Alliance interviewe Nicky McIntyre, la directrice générale. À l'époque, McIntyre réfléchit à l'impact des organisations de défense des droits des femmes au cours des trois dernières décennies : « Le travail des mouvements de défense des droits des femmes n'a conduit à rien de moins qu'une révolution dans les mentalités, le droit et la gouvernance société. Bien que de nombreux groupes de défense des droits des femmes soient petits, leur impact global est énorme ».
Le Mama Cash Feminist Festival est lancé le 8 mars 2020 à l'occasion de la journée internationale des femmes dans less trois villes néerlandaises Amsterdam, Rotterdam et Utrecht. La programmation artistique met en lumière l'expression de personnes queer, racisées ainsi que de travailleuses du sexe dans une perspective intersectionnelle. 